# Правові гарантії адвокатської діяльності
Правові гарантії адвоката — це правові засоби, які закріплені в нормах права і мають предметом свого впливу права та обов'язки адвоката, забезпечують їх реалізацію, захист і відновлення в разі порушення.

## Предмет правових гарантій адвокатської діяльності
Це різноманітні за своєю суттю процесуальні права та обов'язки адвокатів, що визначаються законом; обов'язки державних органів, юридичних і фізичних осіб щодо адвокатської діяльності. Однак, як свідчить практика, можливість використання адвокатами своїх прав забезпечується повною мірою ще далеко не в усіх випадках. Допускаються й брутальні порушення цих прав. Для усунення цього важливо (у числі інших заходів), використовуючи апеляційну та касаційну практику, посилити увагу державних органів, слідчих, прокурорів, суду до того, що закон покладає на них обов'язок забезпечувати можливість здійснення адвокатами кожного їхнього процесуального права, а також безперешкодне виконання ними своїх обов'язків.

## Характерні ознаки гарантійадвокатської діяльності
- політична значущість (процесуальні гарантії діяльності адвоката являють собою не лише юридичне, а й політичне явище; вони слугують показником рівня законності й дотримання прав людини, свого роду індикатором, за яким можна визначати рівень демократії в країні);
- загальний характер (питання про існування гарантій має вирішуватись безвідносно до конкретних обставин конкретної справи, незалежно від того, були чи не були допущені якісь порушення прав адвокатів, були чи не були задіяні засоби, покликані забезпечити правовий статус адвоката);
- вираженість у праві (гарантія має бути закріпленою в одній або низці нормі національного законодавства);
- спрямованість на досягнення одного з таких завдань:

1. забезпечення реалізації якогось інтересу;
2. захист інтересу від посягань на нього;
3. сприяння ліквідації посягань та їх негативних наслідків;

- наявність чітко визначеного предмета і ясно вираженої спрямованості впливу.